# Michał Jaroszyński
Michał Jaroszyński (ur. 9 kwietnia 1951) – polski astronom, profesor doktor habilitowany.

## Życiorys
Jego ojcem był psychiatra Jan Jaroszyński. Michał Jaroszyński w 1993 roku przedstawił rozprawę habilitacyjną na temat: Rozchodzenie się światła w niejednorodnym Wszechświecie. Tytuł profesorski otrzymał w 2002 roku. Obecnie pracuje jako profesor zwyczajny w Obserwatorium Astronomicznym Uniwersytetu Warszawskiego w Warszawie. Interesuje się głównie kosmologią i astrofizyką teoretyczną.
Jest prezesem zarządu Fundacji Astronomii Polskiej im. Mikołaja Kopernika oraz redaktorem kwartalnika „Acta Astronomica”.
Autor podręcznika akademickiego Galaktyki i budowa Wszechświata. Jest też autorem hasła czarna dziura w Encyklopedii PWN. Wspólnie z prof. Michałem Szymańskim przetłumaczył książkę Kena Croswella Alchemia nieba.